# Dark Water (Solent)
Der Dark Water ist ein 5,5 km langer Fluss in Hampshire, England.

## Verlauf
Das Quellgebiet des Dark Water liegt im New Forest. Er hat keine eindeutige Quelle, sondern bildet sich aus dem abfließenden Wasser des Flash Pond sowie des Stonyford Pond, das dann im Mill Pond westlich von  Hardley aufgestaut wird und nach Süden durch den Lepe Country Park fließt. Daraufhin mündet der Dark Water in den Solent.